# Fontaines-Saint-Martin
Fontaines-Saint-Martin és un municipi francès, situat a la metròpoli de Lió i a la regió de Alvèrnia - Roine-Alps. L'any 2007 tenia 2.698 habitants.

## Demografia

### Població
El 2007 la població de fet de Fontaines-Saint-Martin era de 2.698 persones. Hi havia 908 famílies de les quals 164 eren unipersonals (60 homes vivint sols i 104 dones vivint soles), 276 parelles sense fills, 400 parelles amb fills i 68 famílies monoparentals amb fills.
La població ha evolucionat segons el següent gràfic:
Habitants censats

### Habitatges
El 2007 hi havia 961 habitatges, 909 eren l'habitatge principal de la família, 13 eren segones residències i 39 estaven desocupats. 722 eren cases i 234 eren apartaments. Dels 909 habitatges principals, 715 estaven ocupats pels seus propietaris, 179 estaven llogats i ocupats pels llogaters i 15 estaven cedits a títol gratuït; 11 tenien una cambra, 44 en tenien dues, 117 en tenien tres, 208 en tenien quatre i 529 en tenien cinc o més. 637 habitatges disposaven pel capbaix d'una plaça de pàrquing. A 314 habitatges hi havia un automòbil i a 532 n'hi havia dos o més.

### Piràmide de població
La piràmide de població per edats i sexe el 2009 era:
| Homes | Edats   | Dones |
| ----- | ------- | ----- |
| 4     | 95 o +  | 4     |
| 4     | 90 a 94 | 16    |
| 16    | 85 a 89 | 28    |
| 8     | 80 a 84 | 20    |
| 32    | 75 a 79 | 28    |
| 40    | 70 a 74 | 60    |
| 48    | 65 a 69 | 44    |
| 68    | 60 a 64 | 68    |
| 132   | 55 a 59 | 56    |
| 112   | 50 a 54 | 100   |
| 108   | 45 a 49 | 92    |
| 112   | 40 a 44 | 100   |
| 116   | 35 a 39 | 112   |
| 44    | 30 a 34 | 80    |
| 84    | 25 a 29 | 64    |
| 80    | 20 a 24 | 60    |
| 136   | 15 a 19 | 100   |
| 100   | 10 a 14 | 120   |
| 104   | 5 a 9   | 104   |
| 48    | 0 a 4   | 64    |

## Economia
El 2007 la població en edat de treballar era de 1.729 persones, 1.202 eren actives i 527 eren inactives. De les 1.202 persones actives 1.126 estaven ocupades (606 homes i 520 dones) i 76 estaven aturades (49 homes i 27 dones). De les 527 persones inactives 144 estaven jubilades, 250 estaven estudiant i 133 estaven classificades com a «altres inactius».

### Ingressos
El 2009 a Fontaines-Saint-Martin hi havia 956 unitats fiscals que integraven 2.707,5 persones, la mediana anual d'ingressos fiscals per persona era de 26.527 €.

### Activitats econòmiques
Dels 128 establiments que hi havia el 2007, 1 era d'una empresa alimentària, 1 d'una empresa de fabricació d'elements pel transport, 2 d'empreses de fabricació d'altres productes industrials, 15 d'empreses de construcció, 29 d'empreses de comerç i reparació d'automòbils, 4 d'empreses de transport, 5 d'empreses d'hostatgeria i restauració, 2 d'empreses d'informació i comunicació, 7 d'empreses financeres, 10 d'empreses immobiliàries, 32 d'empreses de serveis, 16 d'entitats de l'administració pública i 4 d'empreses classificades com a «altres activitats de serveis».
Dels 24 establiments de servei als particulars que hi havia el 2009, 1 era una oficina de correu, 1 una oficina bancària, 3 tallers de reparació d'automòbils i de material agrícola, 1 taller d'inspecció tècnica de vehicles, 5 guixaires pintors, 2 fusteries, 3 lampisteries, 2 electricistes, 2 perruqueries, 1 veterinari, 1 restaurant i 2 agències immobiliàries.
Dels 8 establiments comercials que hi havia el 2009, 1 era una botiga de més de 120 m², 2 fleques, 1 una carnisseria, 2 botigues d'equipament de la llar i 2 perfumeries.
L'any 2000 a Fontaines-Saint-Martin hi havia 3 explotacions agrícoles.

## Equipaments sanitaris i escolars
L'únic equipament sanitari que hi havia el 2009 era una farmàcia.
El 2009 hi havia 1 escola maternal i 1 escola elemental.

## Poblacions més properes
El següent diagrama mostra les poblacions més properes.